# New Arrival
New Arrival è il quarto album in studio del gruppo pop svedese A*Teens, nato come tribute band degli ABBA. 
Il disco è uscito nel 2003 e contiene anche brani già editi nel precedente disco, uscito solo negli Stati Uniti.

## Tracce
Edizione internazionale
1. Floorfiller – 3:13
2. Have a Little Faith in Me – 3:01
3. Shame, Shame, Shame – 2:52
4. Let Your Heart Do All the Talking – 3:24
5. A Perfect Match – 3:00
6. The Letter – 2:55
7. Cross My Heart – 3:35
8. In the Blink of an Eye – 3:30
9. School's Out (feat. Alice Cooper) – 3:02
10. Closer to Perfection – 3:10
11. Shangri La – 3:14
12. One Night in Bangkok – 3:31
13. Can't Help Falling in Love (bonus track) – 3:05
14. Heartbreak Lullaby (ballad version) (bonus track) – 4:08

## Formazione
- Dhani Lennevald
- Marie Serneholt
- Amit Sebastian Paul
- Sara Lumholdt